# ［E］スポーツ
[E]スポーツ（イースポーツ）は、北海道放送（HBCテレビ）で放送されていたスポーツ情報番組。

## 概要
- 2006年4月8日放送開始。これまでHBCテレビ土曜夕方5時枠は1時間の情報番組「アンカー!」が放送（2002年4月～2006年3月）されていたが、CBC制作の特撮ドラマ「ウルトラマンメビウス」が5時30分枠で放送されるのに伴い、新たにこの番組が立ち上げられた。北海道をホームとする、北海道日本ハムファイターズ、コンサドーレ札幌の放送当日の試合映像・情報を中心に取り上げる、道内民放ではこの時間帯唯一のスポーツニュース番組。冬季間はレラカムイ北海道の試合や、ジャンプ競技などのウインタースポーツが中心となった。
- 2007年9月8日放送分より、同日深夜（日曜早朝）27:10から再放送を実施していた（2008年3月で終了）
- 番組タイトルは当初「かっこいいスポーツ」という意味だったが、深夜枠移動後は「エンジョイスポーツ」の意味に変わった。
- 番組のスタジオ部分BGMやエンディングテーマなど、要所要所でブライアン・セッツァーが使われていた。

### 深夜枠降格から番組終了へ
- 2008年4月、土曜夕方の全国ネット番組「報道特集NEXT」開始に伴うキー局TBS側の方針により、同年4月28日放送分より、月曜深夜（火曜早朝）25：25からに放送時間が移動となった。さらに10月13日からは、直前に放送されていた「オビラジR」の終了に伴い、月曜深夜（火曜早朝）24：26からに放送時間が繰り上がったが、2009年3月30日をもって放送終了となった。
- なお、番組内で実施していた、北海道日本ハムファイターズのチケットプレゼントなどは、ファイターズのナイトゲーム速報番組「1BAN!!ファイターズ」（火～金曜 19:50～19:54、2009年4月7日スタート）にて継続される。

### [E]スポーツポケット
番組終了から半年後の2009年10月5日から2010年3月22日まで毎週月曜22：54から「[E]スポーツポケット」としてミニ番組ながら復活した。

## キャスター
- 山内要一（2008年4月から9月までは影アナ3号として出演していた）
- 山田泰子（2006年4月から2007年8月18日）
- 佐藤彩（2007年9月8日から、2008年4月からは隔週）
- 松坂有希子（2008年4月28日から、隔週）
- 岩本勉
- 野々村芳和
- 滝坪里恵（ファイターズ鎌ケ谷スタジアム場内アナウンサー兼レポーター）

（岩本と野々村は、基本的に毎週どちらかが出演するが、時折2人揃って出演する。）
- 卓田和広（1度だけ影アナ1号として出演）
- 管野暢昭（1度だけ影アナ4号として出演）

## 番組内容
[E]ファイターズ
岩本担当。一週間のトピックや、選手たちの表情や当日のゲーム速報も送る、ファイターズの最新情報
[E]コンサドーレ
野々村担当。コンサドーレのゲーム速報などコンサドーレの最新情報を送る。
[E]レラカムイ
レラカムイのゲーム速報などレラカムイの最新情報を送る。
プロジェクト[E]X
岩本・野々村担当。[E]sportsの超目玉コーナー。

## その他
シーズン中にHBCラジオで数回、ファイターズの前半戦、後半戦を振り返る特番「[E]スポーツradio」を放送している。
さらに、ファイターズがレギュラーシーズン1位通過や優勝を決めた際にはその日の深夜に「Eスポーツスペシャル」を放送、現地から岩本勉、佐藤彩（2006年シーズンは山田泰子）が選手達にインタビューを敢行し、HBCのスタジオからは山内要一がビールやシャンパンを片手に試合を振り返る。
なお、このときの「[E]ファイターズ」のコーナーではタイトルコール時に「[E]（カッコイー）」を何度も繰り返している。
ファイターズの人気などのほか、出演者4人の個性も（山田は天然ボケ、山内は山田にはつっこむが話し出したら止まらない、岩本はユーモアたっぷり、野々村はツッコミ役だが大人気ない）際立って毎回面白い内容となっており、視聴率は高い。
しかし、2007年8月18日放送分のエンディングで山田が寿退社をすることを発表し、この番組を卒業した。その日の担当は野々村だったが、岩本がホリプロの大先輩和田アキ子の格好と歌で登場した。
プロバスケットボール・レラカムイ北海道のホーム開幕戦が行われる2007年10月20日と2007-2008年シーズンの最終戦となる2008年3月1日は放送時間を1時間に拡大し、試合の模様を前半はハイライト、後半は生中継でされる。2007年10月20日の放送の解説は北原憲彦、実況は管野暢昭アナウンサーだった。